# 華理士·勃利
華理士·勃利（英語：Wallace Fitzgerald Beery，1885年4月1日—1949年4月15日），美國演員，曾獲得奧斯卡最佳男主角獎。

## 生平
華理士·勃利的父亲是一名警察，他的哥哥也是一名演员。1902年，当他16岁的时候他加入一家马戏团担当大象驯兽师的助手。不过一年之后，由于一只豹子抓了他的胳膊，他离开了马戏团。他在百老汇成为了歌舞艺人，1913年他来到了好莱坞。他的第一部电影是一部喜剧片，在这部电影中他饰演一位瑞典女仆，和他合作的演员包括格洛丽亚·斯旺森。1916年他迎娶了斯旺森，不过两年之后两人就离婚了。一战结束后勃利参加过许多角色的演出。20世纪30年代他加入了米高梅，在这里他终于可以不再给大人物们做陪衬而自己担当主要人物。1930年，他的第一部米高梅电影《The Big House》就帮助他获得了奥斯卡最佳男主角的提名，在那部影片中他饰演一名领导监狱暴动的残酷囚犯。在接下来的4年中，華理士·勃利位列好莱坞十大最赚钱的演员行列。他要求，要比任何一名米高梅演员多获得至少1美元的片酬。1937年米高梅的一名演员Ted Healy因为在打斗中受伤，最终伤重不治身亡。根据留言，華理士·勃利也参与其中，而米高梅则对外宣传这是三名不明身份的大学生造成的。在这件事淡出人们的视线之前，米高梅把華理士·勃利送到欧洲度假。此后他的影片质量就开始下降，一直到64岁死于心脏病为止，華理士·勃利一直在为米高梅工作。

## 演出
- 《拳擊冠軍》（The Champ）[5]

## 外部連結
- 華理士·勃利在互联网电影资料库（IMDb）上的資料（英文）
- 在AllMovie上華理士·勃利的頁面（英文）
- 互聯網百老匯資料庫（IBDB）上華理士·勃利的資料（英文）

}
| 獎項                   | 獎項                    | 獎項                 |
| ---------------------- | ----------------------- | -------------------- |
| 前任者： 赖尼尔·巴利摩 | 奥斯卡最佳男主角 1932年 | 繼任者： 查尔斯·劳顿 |